# Elmas Mehmed Paša
Elmas Mehmed Paša je bil državnik in leta 1695-1697 veliki vezir Osmanskega cesarstva, * 1661, Doğanyurt, Osmansko cesarstvo, † 11. september 1697, Senta, Osmansko cesarstvo.
Vzdevek Elmas v turščini pomeni diamant in pomeni, da je bil slaven in čeden mož.

## Zgodnja leta
Bil je Turek iz Doğanyurta (prej Hoşalay) v sedanji turški provinci Kastamonu. Njegov oče je bil pomorski kapitan (turško reis). Med vladavino Mehmeda IV. je na sultanovo osebno zahtevo  začel službovati v sultanovi palači. Bil je eden redkih osmanskih državnikov, ki so že v mladosti dosegli visok državni položaj. Med vladanjem Ahmeda II. je bil leta  1688  imenovan za dvornega kaligrafa oziroma pečatarja (turško nişancı) in naslednje leto za vezirja, ministra v osmanski vladi.

## Veliki vezir
Osmansko cesarstvo je med veliko turško vojno po drugem obleganju Dunaja leta 1683 doživljalo obdobje porazov. Po usmrtitvi Kara Mustafa Paše je bilo od leta 1683 do 1695 v vladi 11 velikih vezirjev. Elmasa Mehmed Pašo je za velikega vezirja imenoval  sultan  Mustafa II.  2. maja 1695.  Bil je uspešnejši od svojih neposrednih predhodnikov in je skupaj s sultanom v bitkah pri Lugosu in  Ulašu, premagal habsburško vojsko.
Elmas Mehmed Paša ni bil samo vojskovodja. Poskušal je tudi reformirati državno blagajno. Eden od največjih problemov osmanskega gospodarstva v  17. stoletju so bili razvrednoteni kovanci, zato je zbral različne kovance, tudi evropske, in začel v  imenu Mustafe II. kovati nov zlat in srebrn denar.

## Bitka pri Senti
V bitki pri Senti 22. septembra 1697 ni imel sreče. Habsburžani so pred bitko aretirali njemu podrejenega Džafer Pašo, od katerega je poveljnik habsburške vojske Evgen Savojski izvedel za osmanske načrte. Osmansko vojsko je napadel med njenim prečkanjem mostu čez Tiso.  Elmas Mehmed Paša je skušal organizirati umik in se boril z nediscipliniranimi vojaki, ki so se panično umikali. Po bitki so ga njegovi vojaki zadavili z vrvjo. 
Dve leti kasneje je moralo Osmansko cesarstvo  Karlovški mirovni sporazum in se sprijazniti z izgubo Ogrske.